# Falcon 1
Falcon 1 byla dvoustupňová raketa na kapalný pohon, vyvinutá soukromou americkou společností SpaceX vlastněnou milionářem Elonem Muskem. Po předchozích třech neúspěšných startech se čtvrtý let rakety 28. září 2008 podařil a raketa úspěšně dosáhla nízké oběžné dráhy kolem Země. Raketa byla na tuto dráhu schopna vynést až 670 kg nákladu. Při svém pátém startu, dne 14. července 2009, se stala historicky první zcela soukromě financovanou kosmickou raketou, která zdárně vynesla na oběžnou dráhu Země umělou družici – RazakSAT o hmotnosti 180 kg. U rakety byla plánována znovupoužitelnost prvního stupně díky jeho přistání na padácích. V reálném provozu se ho však zachránit nikdy nepodařilo.
Falcon 1 posloužil zejména jako vývojový předstupeň pro mohutnější nosič Falcon 9. Firma SpaceX původně uvažovala o dalším vývoji a evoluci této rakety, ovšem vzhledem k bezproblémovému provozu Falcon 9 a nízkému zájmu o starty Falcon 1 bylo rozhodnuto o ukončení jeho vývoje a vyřazení z provozu.
SpaceX se od počátku zajímala o možnost znovupoužitelnosti raket. To se projevilo i u Falconu 1, který měl při své první misi na prvním stupni umístěný padák.

## Přehled letů
| Let číslo | Datum a čas (UTC)       | Náklad/majitel                                                 | Stav     | Poznámky |
| --------- | ----------------------- | -------------------------------------------------------------- | -------- | --- |
| 1         | 24. březen 2006, 22:30  | FalconSAT-2/DARPA                                              | neúspěch | Únik paliva a selhání motoru v čase T+25 sec.                                                                |
| 2         | 21. březen 2007, 01:10  | DemoSat/DARPA                                                  | neúspěch | Předčasné vypnutí motoru 2. stupně rakety z důvodu harmonických oscilací v čase T+7 min. 30 sec.             |
| 3         | 3. srpen 2008, 03:34    | Trailblazer/ORS PRESat/NASA NanoSail-D/NASA Explorers/Celestis | neúspěch | Kolize mezi 1. a 2. stupněm rakety během separace stupňů z důvodu vysokého zbytkového tahu motoru 1. stupně. |
| 4         | 28. září 2008, 23:15    | Hmotnostní maketa (165 kg) plánované družice RazakSAT          | úspěch   | - |
| 5         | 14. červenec 2009 03:35 | RazakSAT/Malaysia                                              | úspěch   | - |